# Dedinky
Dedinky (węg. Imrikfalva) – słowacka wieś w powiecie Rożniawa, w kraju koszyckim.
Położona pod południowymi stokami płaskowyżu Geravy, a ściślej – jego południowo-zachodniego ograniczenia, zwanego Gačovska skala (1113 m). Wieś położona jest w dolinie rzeki Hnilec, przy sztucznym jeziorze Palcmanská Maša utworzonym wskutek spiętrzenia wody Hnilca przez tamę.
Wieś powstała na skutek połączenia się dwóch osad górniczych: Štefanovce i Imrichovce w 1933 roku. Najstarsza wzmianka o wsi Imrichovce pochodzi z roku 1380. Jej nazwa pochodzi od szlachcica Imricha Csákyegou. Mieszkańcy osady brali aktywny udział w słowackim powstaniu narodowym (przedsięwzięciu wojskowym zorganizowanym przez oddziały partyzanckie w końcowym etapie II wojny światowej).
Po wojnie na brzegach zbiornika wodnego Palcmanská Maša (słow. vodná nádrž Palcmanská Maša) powstał kompleks budynków wypoczynkowych. W miejscowości istnieje camping oraz baza turystyczna do uprawiania sportów wodnych i zimowych (narciarstwo biegowe).
Dedinky leżące w południowej części Parku Narodowego Słowacki Raj są także miejscem wypadowym na jego trasy turystyczne. Obok hotelu Priehrada znajduje się dolna stacja krzesełkowej kolei linowej Dedinky – Geravy.
W centrum wsi znajduje się barokowo-klasycystyczny kościół z 1853 roku oraz pomnik poświęcony bohaterom poległym w słowackim powstaniu narodowym.
W miejscowości jest przystanek kolejowy Dedinky.

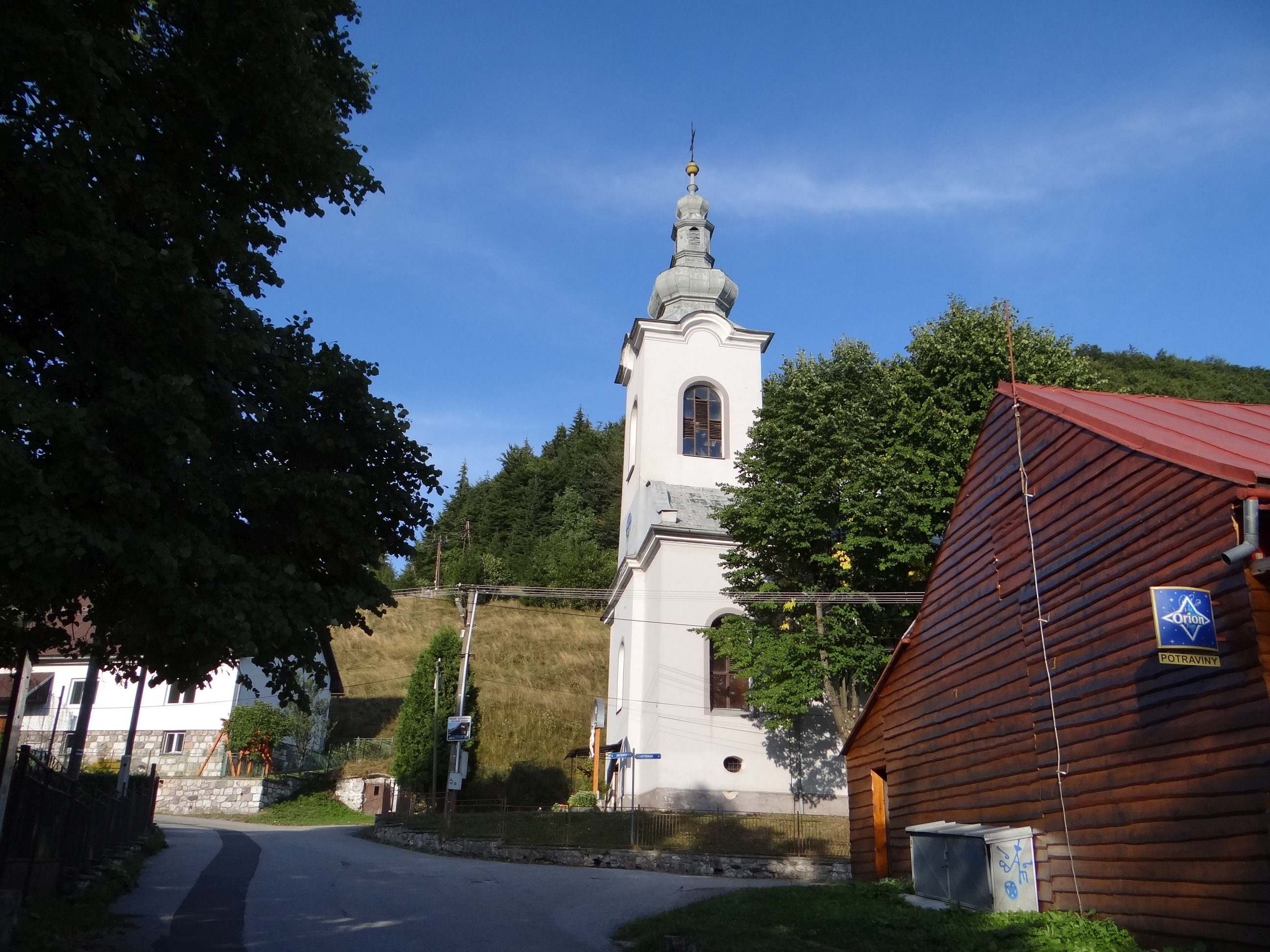
Kościół
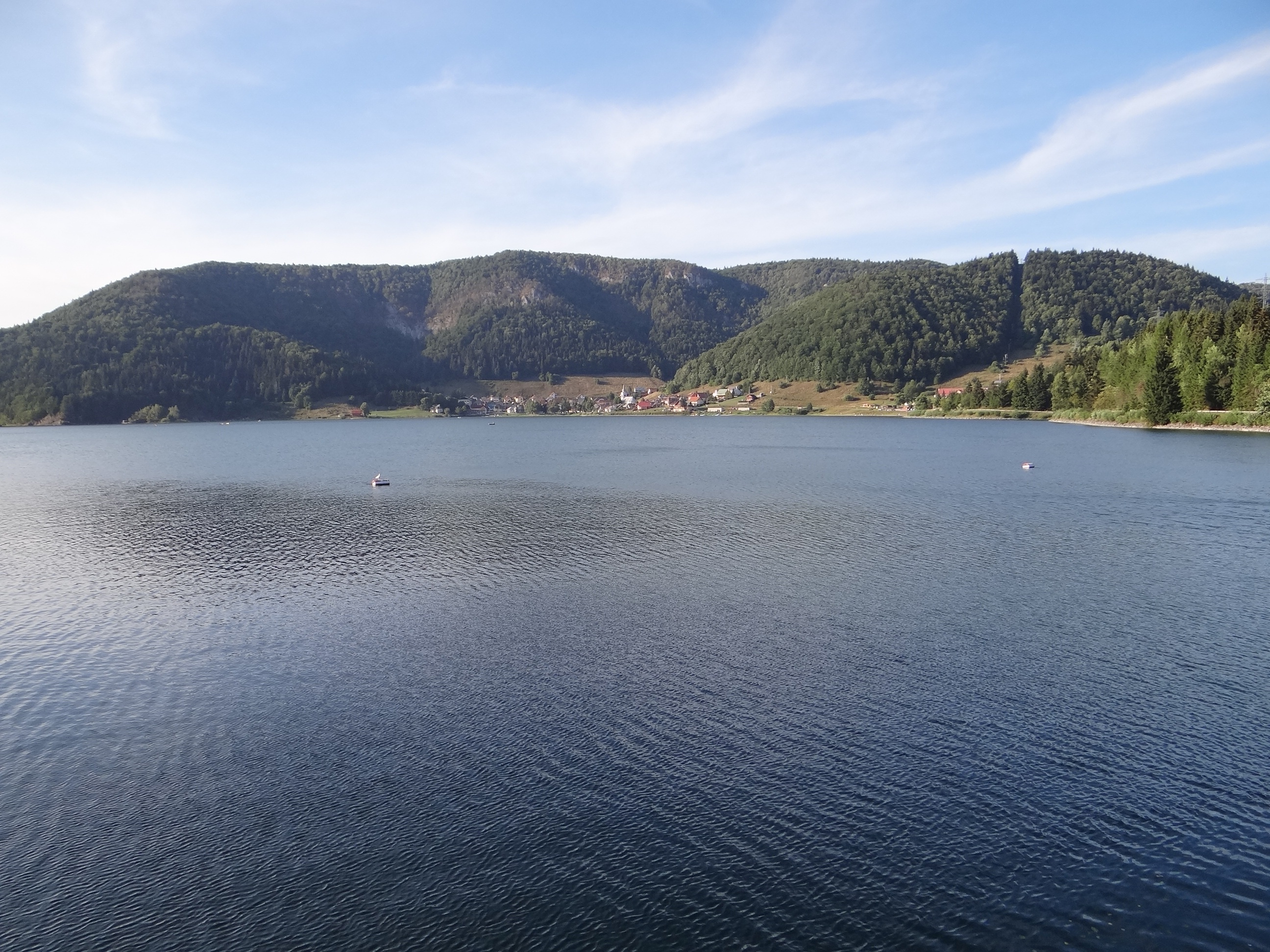
Palcmanská Maša i Dedinky
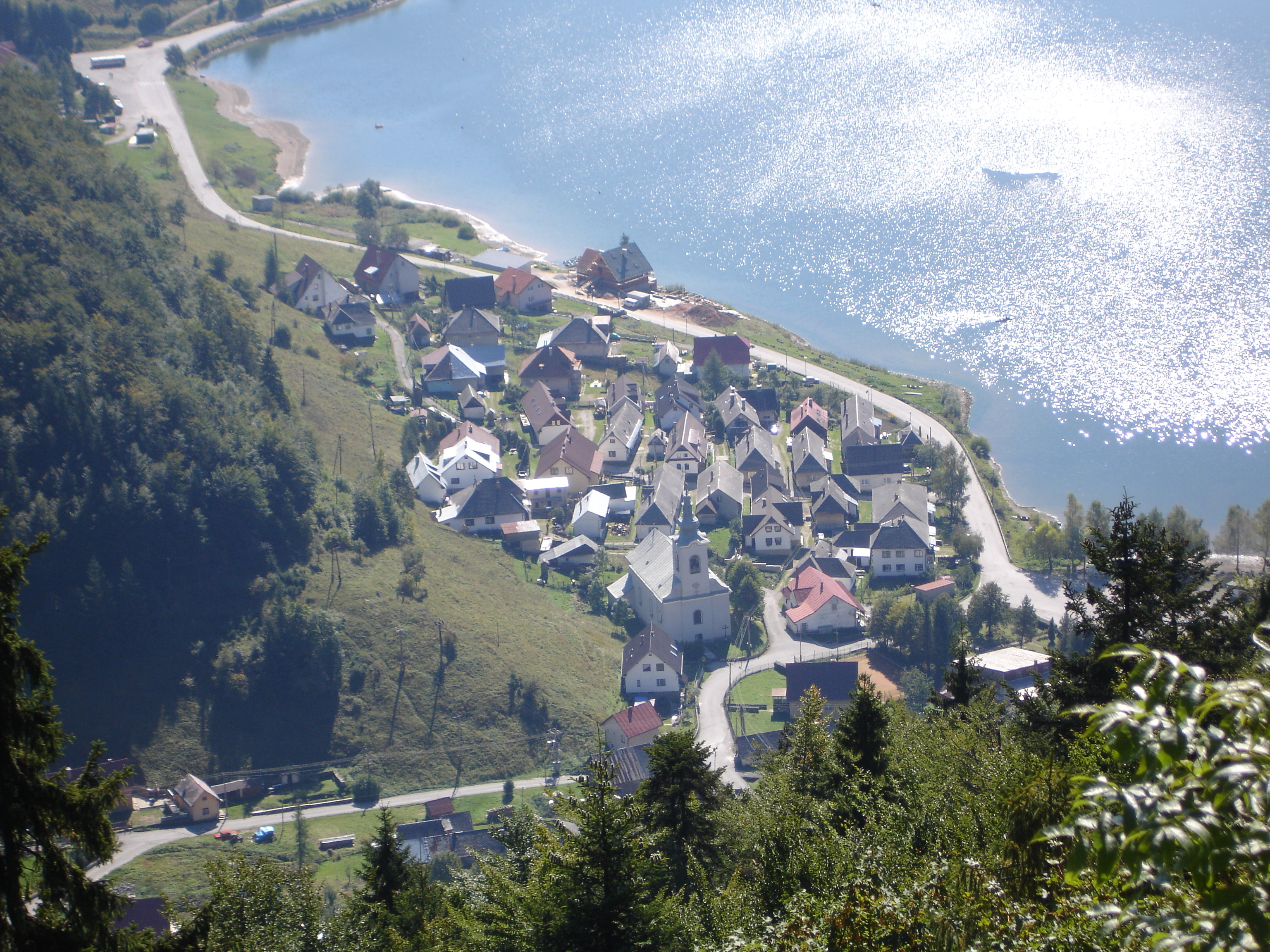
Dedinky